# Розривна течія (природне явище)

Принцип утворення бистрини

Розривна течія, також розривна хвиля (англ. rip current) — один із видів прибережних морських течій, що утворюються прибоєм і спрямованих під прямим кутом від берега. Утворюється під час відпливу, коли маси води, що прибула, починають відходити (з різним ступенем інтенсивності) назад у бік моря. Найнебезпечніші для людей розривні течії мілководних морей із пологим, низинним берегом, який має обрамлення піщаними косами, мілиною чи острівцями (Мексиканська затока, Азовське море та інші). У цьому випадку під час відпливу маси води не можуть поступово повернутися у відкрите море через стримуючу їх піщану косу. Тиск води на вузький пролив, який з'єднує лиман із морем, різко наростає. У цьому місці виникає бистрина, якою вода спрямовується назад у море з великою швидкістю (до 2,5—3,0 м/с), утворюючи свого роду річку посеред моря. Швидкість такої течії зростає зі зростанням її ширини.

## Способи визначення

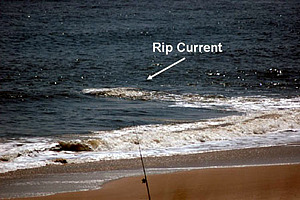
Розривна течія

- Помітний канал вируючої води, перпендикулярний берегу; втім, буває й навпаки: всюди хвилі, а між ними вузька смуга «спокійної» води, без хвиль — це і є зона розривної течії.
- Прибережна зона зі зміненим кольором води (приміром, усе навколо блакитне або зелене, а якась ділянка біла); або навпаки.
- Ділянка піни, якоїсь морської рослинності, бульбашок, який стійко рухається від берега у відкрите море.
- Розрив у загальній структурі припливних хвиль: суцільна смуга хвиль, а посередині 5—10-метровий розрив. Рідше зустрічається розрив у хвилях до 50 метрів, але теж буває[1].

## Різновиди
Розривні течії можуть бути стійкі, і вони не такі небезпечні, тому що зазвичай про них знають усі місцеві й підказують, куди не потрібно ходити купатися. Але бувають так звані англ. flash rip currents, які з'являються і зникають; якраз вони і становлять смертельну небезпеку.

## Запобіжні заходи

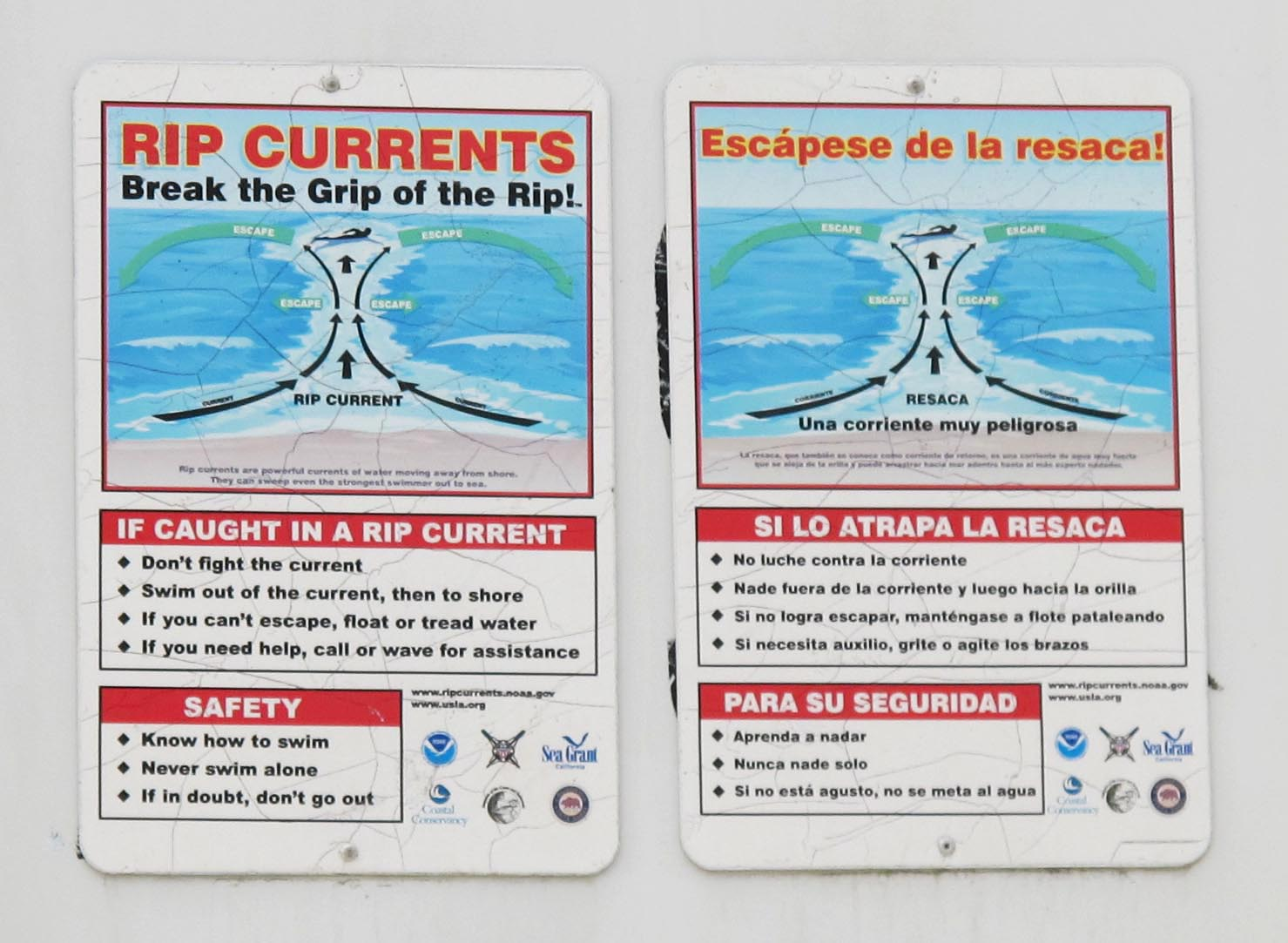
Попереджувальні знаки та схема виходу з розривної течії на Мішин-Біч

Це найнебезпечніше зі всіх видів прибережних течій, оскільки, потрапивши в розривну хвилю, новачки лякаються і починають гребти щосили проти течії, перебуваючи при цьому в тому самому місці, і швидко витрачаючи всю свою силу. Слід пам'ятати, що розривні течії досить швидкоплинні. Більш того: з великою швидкістю рухається лише поверхневий шар води, який підтримує в ньому об'єкти, що плавають, а не накриває їх. Тому, потрапивши в розривну хвилю, не слід опиратися їй. Вона швидко заслабне з віддаленням від берега; деякий час слід плисти паралельно берегу, а потім повернутися до нього під деяким кутом або по прямій, якщо розривна течія не відчувається.
Не слід купатися у вузьких протоках між косами й островами.